# Liste des circonscriptions électorales du Cambridgeshire
 (août 2023).

Localisation du comté du Cambridgeshire (rouge) et de l'autorité unitaire de Peterborough (orange) en Angleterre.

Le Comté cérémoniel du Cambridgeshire (qui comprend l'autorité unitaire de Peterborough) est divisé en sept Circonscription parlementaire. Il y a deux borough constituencies et cinq County constituencies.

## Circonscription
- † Conservateur
- ‡ Travailliste
- ¤ Libéral Démocrate
- Indépendant
- Change UK

| Circonscription              | Électeur | Majorité, | député | député              | Opposition | Opposition        | Wards électoraux, | Map                                                                                        |
| ---------------------------- | -------- | --------- | ------ | ------------------- | ---------- | ----------------- | --- | ------------------------------------------------------------------------------------------ |
| Cambridge BC                 | 78,544   | 12,661    |        | Daniel Zeichner ‡   |            | Julian Huppert ¤  | Cambridge City Council: Abbey, Arbury, Castle, Cherry Hinton, Coleridge, East Chesterton, King's Hedges, Market, Newnham, Petersfield, Romsey, Trumpington, West Chesterton. | A small constituency, located in the centre of the county.                                 |
| Huntingdon CC                | 84,273   | 14,475    |        | Jonathan Djanogly † |            | Nik Johnson ‡     | Huntingdonshire District Council: Alconbury and The Stukeleys, Brampton, Buckden, Fenstanton, Godmanchester, Gransden and The Offords, Huntingdon East, Huntingdon North, Huntingdon West, Kimbolton and Staughton, Little Paxton, St Ives East, St Ives South, St Ives West, St Neots Eaton Ford, St Neots Eaton Socon, St Neots Eynesbury, St Neots Priory Park, The Hemingfords.                                                                                        | A medium constituency in the southwest of the county.                                      |
| North East Cambridgeshire CC | 84,414   | 21,270    |        | Stephen Barclay †   |            | Ken Rustidge ‡    | East Cambridgeshire District Council: Downham Villages, Littleport East, Littleport West, Sutton. Fenland District Council: Bassenhally, Benwick, Coates and Eastrea, Birch, Clarkson, Delph, Doddington, Elm and Christchurch, Hill, Kingsmoor, Kirkgate, Lattersey, Manea, March East, March North, March West, Medworth, Parson Drove and Wisbech St Mary, Peckover, Roman Bank, St Andrews, St Marys, Slade Lode, Staithe, The Mills, Waterlees, Wenneye, Wimblington. | A large constituency, located in the northeast of the county.                              |
| North West Cambridgeshire CC | 93,221   | 18,008    |        | Shailesh Vara †     |            | Iain Ramsbottom ‡ | Peterborough City Council: Barnack, Fletton, Glinton and Wittering, Northborough, Orton Longueville, Orton Waterville, Orton With Hampton, Stanground Central, Stanground East. Huntingdonshire District Council: Earith, Ellington, Elton and Folksworth, Ramsey, Sawtry, Somersham, Stilton, Upwood and The Raveleys, Warboys and Bury, Yaxley and Farcet. | A medium-to-large constituency, stretching from the centre of the county to the northwest. |
| Peterborough BC              | 71,522   | 683       |        | Lisa Forbes ‡       |            | Mike Greene       | Peterborough City Council: Bretton North, Bretton South, Central, Dogsthorpe, East, Eye and Thorney, Newborough, North, Park, Paston, Ravensthorpe, Walton, Werrington North, Werrington South, West. | A small constituency in the northwest of the county.                                       |
| South Cambridgeshire CC      | 85,257   | 15,952    |        | Heidi Allen         |            | Dan Greef ‡       | Cambridge City Council: Queen Edith's. South Cambridgeshire District Council: Bar Hill, Barton, Bassingbourn, Bourn, Caldecote, Comberton, Cottenham, Duxford, Fowlmere and Foxton, Gamlingay, Girton, Hardwick, Harston and Hauxton, Haslingfield and The Eversdens, Longstanton, Melbourn, Meldreth, Orwell and Barrington, Papworth and Elsworth, Sawston, Swavesey, The Abingtons, The Mordens, The Shelfords and Stapleford, Whittlesford.                            | A medium constituency in the south of the county.                                          |
| South East Cambridgeshire CC | 86,121   | 16,158    |        | Lucy Frazer †       |            | Huw Jones ‡       | East Cambridgeshire District Council: Bottisham, Burwell, Cheveley, Dullingham Villages, Ely East, Ely North, Ely South, Ely West, Fordham Villages, Haddenham, Isleham, Soham North, Soham South, Stretham, The Swaffhams. South Cambridgeshire District Council: Balsham, Fulbourn, Histon and Impington, Linton, Milton, Teversham, The Wilbrahams, Waterbeach, Willingham and Over.                                                                                    | A large constituency, situated in the southeast of the county.                             |

## Limites
Le rapport de 2007 de la Commissions a retenu les mêmes sept circonscriptions qui existaient depuis l'élection de 1997 , avec des modifications mineures des limites de l'alignement avec les pupilles actuels de l'administration locale et de mieux équilibrer les électorats . Ces changements ont été apportés à l'Élections générales de 2010.
|   | Nom                          | Limites 1997 – 2010                                        | Limites 2010 – présent                                        |
| - | ---------------------------- | ---------------------------------------------------------- | ------------------------------------------------------------- |
| 1 | Cambridge BC                 | Parliamentary constituencies in Cambridgeshire 1997 - 2005 | Parliamentary constituencies in Cambridgeshire 2010 - présent |
| 2 | Huntingdon CC                | Parliamentary constituencies in Cambridgeshire 1997 - 2005 | Parliamentary constituencies in Cambridgeshire 2010 - présent |
| 3 | North East Cambridgeshire CC | Parliamentary constituencies in Cambridgeshire 1997 - 2005 | Parliamentary constituencies in Cambridgeshire 2010 - présent |
| 4 | North West Cambridgeshire CC | Parliamentary constituencies in Cambridgeshire 1997 - 2005 | Parliamentary constituencies in Cambridgeshire 2010 - présent |
| 5 | Peterborough BC              | Parliamentary constituencies in Cambridgeshire 1997 - 2005 | Parliamentary constituencies in Cambridgeshire 2010 - présent |
| 6 | South Cambridgeshire CC      | Parliamentary constituencies in Cambridgeshire 1997 - 2005 | Parliamentary constituencies in Cambridgeshire 2010 - présent |
| 7 | South East Cambridgeshire CC | Parliamentary constituencies in Cambridgeshire 1997 - 2005 | Parliamentary constituencies in Cambridgeshire 2010 - présent |

## Résultats élection
| 1983 | 1987 | 1992 | 1997 | 2001 |
| ---- | ---- | ---- | ---- | ---- |
|      |      |      |      |      |
| 2005 | 2010 | 2015 | 2017 |      |
|      |      |      |      |      |

Le nombre total de suffrages exprimés pour chaque parti politique ou candidat individuel qui a présenté des candidats dans des circonscriptions au sein du Cambridgeshire à l'élection générale de 2017 étaient les suivants ;
| Parti               | Votes   | Votes% | Sièges |
| ------------------- | ------- | ------ | ------ |
| Conservateur        | 203,492 | 49.7   | 5      |
| Travailliste        | 138,135 | 33.7   | 2      |
| Libéral Démocrates  | 52,669  | 12.9   |        |
| Greens              | 6,999   | 1.7    |        |
| UKIP                | 6,872   | 1.7    |        |
| English Democrats   | 293     | 0.2    |        |
| Rebooting Democracy | 133     | 0.1    |        |
| Total               | 408,593 | 100.0  | 7      |

## Anciennes circonscriptions
|                           | 1290 – 1295 | 1295 – 1541    | 1541 – 1603    | 1603 – 1885    | 1885 – 1918    | 1918 – 1950    | 1950 – 1983    | 1983 – 1997    | 1997 – présent |
| ------------------------- | ----------- | -------------- | -------------- | -------------- | -------------- | -------------- | -------------- | -------------- | -------------- |
| Cambridgeshire            | 1290 – 1885 | 1290 – 1885    | 1290 – 1885    | 1290 – 1885    |                | 1918 – 1983    | 1918 – 1983    |                |                |
| Huntingdonshire           | 1290 – 1885 | 1290 – 1885    | 1290 – 1885    | 1290 – 1885    |                | 1918 – 1983    | 1918 – 1983    |                |                |
| Cambridge                 |             | 1295 – présent | 1295 – présent | 1295 – présent | 1295 – présent | 1295 – présent | 1295 – présent | 1295 – présent | 1295 – présent |
| Huntingdon                |             | 1295 – 1918    | 1295 – 1918    | 1295 – 1918    | 1295 – 1918    |                |                | 1983 – présent | 1983 – présent |
| Peterborough              |             |                | 1541 – présent | 1541 – présent | 1541 – présent | 1541 – présent | 1541 – présent | 1541 – présent | 1541 – présent |
| Cambridge University      |             |                |                | 1603 – 1950    | 1603 – 1950    | 1603 – 1950    |                |                |                |
| Chesterton                |             |                |                |                | 1885 – 1918    |                |                |                |                |
| Newmarket                 |             |                |                |                | 1885 – 1918    |                |                |                |                |
| Ramsey                    |             |                |                |                | 1885 – 1918    |                |                |                |                |
| Wisbech                   |             |                |                |                | 1885 – 1918    |                |                |                |                |
| Isle of Ely               |             |                |                |                |                | 1918 – 1983    | 1918 – 1983    |                |                |
| South West Cambridgeshire |             |                |                |                |                |                |                | 1983 – 1997    |                |
| North East Cambridgeshire |             |                |                |                |                |                |                | 1983 – présent | 1983 – présent |
| South East Cambridgeshire |             |                |                |                |                |                |                | 1983 – présent | 1983 – présent |
| North West Cambridgeshire |             |                |                |                |                |                |                |                | 1997 – présent |
| South Cambridgeshire      |             |                |                |                |                |                |                |                | 1997 – présent |

## Représentation historique par parti
Une cellule marquée → (avec un fond de couleur différente de la cellule précédente) indique que le MP précédent a continué à siéger avec un nouveau parti.

### 1885 à 1918
| Circonscription | 1885                       | 1886                       | 87                         | 91                         | 1892                       | 1895                       | 1900                       | 03                         | 1906       | Jan 1910       | Dec 1910       | 13             | 17             |
| --------------- | -------------------------- | -------------------------- | -------------------------- | -------------------------- | -------------------------- | -------------------------- | -------------------------- | -------------------------- | ---------- | -------------- | -------------- | -------------- | -------------- |
| Cambridge       | Uniacke-Penrose-Fitzgerald | Uniacke-Penrose-Fitzgerald | Uniacke-Penrose-Fitzgerald | Uniacke-Penrose-Fitzgerald | Uniacke-Penrose-Fitzgerald | Uniacke-Penrose-Fitzgerald | Uniacke-Penrose-Fitzgerald | Uniacke-Penrose-Fitzgerald | Buckmaster | Paget          | Paget          | Paget          | Geddes         |
| Chesterton      | Hall                       | Hall                       | Hall                       | Hall                       | Hoare                      | Greene                     | Greene                     | Greene                     | E. Montagu | E. Montagu     | E. Montagu     | E. Montagu     | E. Montagu     |
| Huntingdon      | Coote                      | Smith-Barry                | Smith-Barry                | Smith-Barry                | Smith-Barry                | Smith-Barry                | G. Montagu                 | G. Montagu                 | Whitbread  | Cator          | Cator          | Cator          | Cator          |
| Newmarket       | Newnes                     | Newnes                     | Newnes                     | Newnes                     | Newnes                     | McCalmont                  | McCalmont                  | Rose                       | Rose       | Verrall        | Rose           | Denison-Pender | Denison-Pender |
| Ramsey          | W. Fellowes                | W. Fellowes                | A. Fellowes                | A. Fellowes                | A. Fellowes                | A. Fellowes                | A. Fellowes                | A. Fellowes                | Boulton    | Locker-Lampson | Locker-Lampson | Locker-Lampson | Locker-Lampson |
| Wisbech         | Rigby                      | Selwyn                     | Selwyn                     | Brand                      | Brand                      | Giles                      | Brand                      | Brand                      | Beck       | Primrose       | Primrose       | Primrose       | Coote          |

### 1918 à 1983
| Circonscription | 1918           | 22             | 1922      | 1923     | 1924        | 1929          | 31            | 1931          | 34            | 1935          | 1945         | 1950         | 1951         | 1955         | 1959         | 61           | 1964         | 1966         | 67           | 68           | 1970         | 73    | Fev 74   | Oct 74 | 76           | 1979         |
| --------------- | -------------- | -------------- | --------- | -------- | ----------- | ------------- | ------------- | ------------- | ------------- | ------------- | ------------ | ------------ | ------------ | ------------ | ------------ | ------------ | ------------ | ------------ | ------------ | ------------ | ------------ | ----- | -------- | ------ | ------------ | ------------ |
| Cambridge       | Geddes         | Newton         | Newton    | Newton   | Newton      | Newton        | Newton        | Newton        | Tufnell       | Tufnell       | Symonds      | Kerr         | Kerr         | Kerr         | Kerr         | Kerr         | Kerr         | Davies       | Lane         | Lane         | Lane         | Lane  | Lane     | Lane   | Rhodes James | Rhodes James |
| Cambridgeshire  | Montagu        | Montagu        | Gray      | Briscoe  | Briscoe     | Briscoe       | Briscoe       | Briscoe       | Briscoe       | Briscoe       | Stubbs       | Howard       | Howard       | Howard       | Howard       | Pym          | Pym          | Pym          | Pym          | Pym          | Pym          | Pym   | Pym      | Pym    | Pym          | Pym          |
| Huntingdonshire | Locker-Lampson | Locker-Lampson | Murchison | Costello | Murchison   | Peters        | →             | →             | →             | →             | Renton       | Renton       | Renton       | Renton       | Renton       | Renton       | Renton       | Renton       | Renton       | →            | →            | →     | →        | →      | →            | Major        |
| Isle of Ely     | Coote          | Coote          | Coates    | Mond     | Lucas-Tooth | de Rothschild | de Rothschild | de Rothschild | de Rothschild | de Rothschild | Legge-Bourke | Legge-Bourke | Legge-Bourke | Legge-Bourke | Legge-Bourke | Legge-Bourke | Legge-Bourke | Legge-Bourke | Legge-Bourke | Legge-Bourke | Legge-Bourke | Freud | Freud    | Freud  | Freud        | Freud        |
| Peterborough1   |                |                |           |          |             |               |               |               |               |               |              |              |              |              |              |              |              |              |              |              |              |       | Nicholls | Ward   | Ward         | Mawhinney    |

1transfert dans le Northamptonshire

### 1983 à aujourd’hui
| Circonscription                                         | 1983         | 1987         | 1992      | 1997      | 2001      | 2005     | 2010     | 2015     | 2017     | 18       | 19       | 19       |
| ------------------------------------------------------- | ------------ | ------------ | --------- | --------- | --------- | -------- | -------- | -------- | -------- | -------- | -------- | -------- |
| Cambridge                                               | Rhodes James | Rhodes James | Campbell  | Campbell  | Campbell  | Howarth  | Huppert  | Zeichner | Zeichner | Zeichner | Zeichner | Zeichner |
| Peterborough                                            | Mawhinney    | Mawhinney    | Mawhinney | Clark     | Clark     | Jackson  | Jackson  | Jackson  | Onasanya | →        | Forbes   | Forbes   |
| Huntingdon                                              | Major        | Major        | Major     | Major     | Djanogly  | Djanogly | Djanogly | Djanogly | Djanogly | Djanogly | Djanogly | Djanogly |
| North East Cambridgeshire                               | Freud        | Moss         | Moss      | Moss      | Moss      | Moss     | Barclay  | Barclay  | Barclay  | Barclay  | Barclay  | Barclay  |
| South East Cambridgeshire                               | Pym          | Paice        | Paice     | Paice     | Paice     | Paice    | Paice    | Frazer   | Frazer   | Frazer   | Frazer   | Frazer   |
| South West Cambridgeshire / South Cambridgeshire (1997) | Grant        | Grant        | Grant     | Lansley   | Lansley   | Lansley  | Lansley  | Allen    | Allen    | Allen    | →        | →        |
| North West Cambridgeshire                               |              |              |           | Mawhinney | Mawhinney | Vara     | Vara     | Vara     | Vara     | Vara     | Vara     | Vara     |